# Saison 1 de Fais-moi peur !
Chronologie
Saison 2 de Fais-moi peur !
Cet article présente le guide de la première saison de la série télévisée Fais-moi peur !.

## Épisode 1L’Histoire du taxi fantôme
- Canada : 31 octobre 1990
- États-Unis : 15 août 1992
- France : 4 décembre 1996

## Épisode 2:L’Histoire de Zeebo le clown
- Canada : 14 novembre 1990
- États-Unis : 22 août 1992
- France :

## Épisode 3:L'histoire du fantôme solitaire
- Canada : 28 novembre 1990
- États-Unis : 29 août 1992
- France :

## Épisode 4:L’Histoire de la griffe ensorcelée
- Canada : 5 décembre 1990
- États-Unis : 5 septembre 1992
- France :

## Épisode 5:L’Histoire des chiens affamés
- Canada : 5 décembre 1990
- États-Unis : 19 septembre 1992
- France :

## Épisode 6:L’Histoire des lunettes magiques
- Canada : 12 décembre 1990
- États-Unis : 26 septembre 1992
- France :

## Épisode 7:L’Histoire des âmes captives
- Canada : 19 décembre 1990
- États-Unis : 3 octobre 1992
- France :

## Épisode 8:L’Histoire des voisins noctambules
- Canada : 19 décembre 1990
- États-Unis : 10 octobre 1992
- France :

## Épisode 9:L’Histoire de l’apprenti sorcier
- Canada : 26 décembre 1990
- États-Unis : 17 octobre 1992
- France :

## Épisode 10:L’Histoire de Jacques et du farfadet
- Canada : 2 janvier 1991
- États-Unis : 24 octobre 1992
- France :

## Épisode 11:L’Histoire de la ténébreuse musique
- Canada : 6 mars 1991
- États-Unis : 31 octobre 1992
- France :

## Épisode 12:L’Histoire de la reine du bal
- Canada : 13 mars 1991
- États-Unis : 7 novembre 1992
- France :

## Épisode 13:L’Histoire du flipper diabolique
- Canada : 19 juin 1991
- États-Unis : 14 novembre 1992
- France :